# خواهران (فیلم ۲۰۰۵)
خواهران (انگلیسی: The Sisters) فیلمی در ژانر درام است که در سال ۲۰۰۵ منتشر شد.

## بازیگران
- ماریا بلو
- مری استوارت مسترسون
- اریکا کریستنسن
- ریپ تورن
- الیزابت بنکس
- اریک مک‌کورمک
- کریس اودانل
- تونی گلدوین
- آلساندرو نیوولا